# Sanctuaire (film, 1961)
Pour les articles homonymes, voir Sanctuaire (homonymie).
Sanctuaire (titre original Sanctuary) est un film américain réalisé par Tony Richardson et sorti en 1961.
Adapté d'une nouvelle de William Faulkner, le film est un échec commercial.

## Synopsis
Dans le Mississippi des années 1920, la servante noire d'une femme blanche est condamnée à mort pour avoir tué un nouveau-né. 

## Fiche technique
- Titre original : Sanctuary
- Réalisation : Tony Richardson, assisté de David S. Hall
- Scénario : Ruth Ford (adaptation), James Poe d'après Sanctuaire et Requiem for a Nun de William Faulkner
- Producteurs : Darryl F. Zanuck et Richard D. Zanuck
- Société de production : 20th Century Fox
- Musique : Alex North
- Image : Ellsworth Fredericks
- Décors de plateau : Fred M. MacLean et Walter M. Scott
- Costumes : Don Feld
- Montage : Robert L. Simpson
- Durée : 90 minutes
- Date de sortie : 
  - États-Unis : 21 février 1961

## Distribution
- Lee Remick : Temple Drake
- Yves Montand : Candy Man (en)
- Bradford Dillman : Gowan Stevens
- Harry Townes : Ira Bobbitt (en)
- Odetta : Nancy Mannigoe
- Howard St. John : Governor Drake
- Jean Carson : Norma
- Reta Shaw : Miss Reba
- Strother Martin : Dog Boy
- William Mims (en) : Lee
- Marge Redmond : Flossie
- Jean Bartel : Swede
- Hope Du Bois : Mamie
- Pamela Raymond : Cora
- Dona Lorenson : Connie
- Linden Chiles : Randy